# ایی۷کی
ایی۷کی (به انگلیسی: Kawanishi_E7K) یک هواگرد از نوع شناسایی دریایی ساخت شرکت Kawanishi Aircraft Company است. هواگرد ایی۷کی نخستین پروازش را در ۶ فوریه ۱۹۳۳ میلادی انجام داد. این هواگرد در سال ۱۹۳۵ میلادی رسماً معرفی گردید. در مجموع، تعداد ۵۳۳ فروند از این هواگرد ساخته شده‌است.